# Fortune 32:16
Fortune 32:16 (32:16) је био професионални рачунар фирме Fortune који је почео да се производи у Уједињеном Краљевству од 1982. године.
Користио је Motorola 68000 као микропроцесор. RAM меморија рачунара је имала капацитет од 256 KB, до 2 MB (4 x 256 KB + 1 MB). 
Као оперативни систем кориштен је Berkeley BSD 4.1 Unix.

## Детаљни подаци
Детаљнији подаци о рачунару 32:16 су дати у табели испод.
|                       |                                                                          |
| [ 1 ]                 |                                                                          |
| Произвођач            |                                                                          |
| Тип                   | професионални рачунар                                                    |
| Меморија              | од 256 KB, до 2 (4 x 256 + 1 MB)                                         |
| Поријекло             | Уједињено Краљевство                                                     |
| Година                | 1982                                                                     |
| Тастатура             | Пуни помак, 99 тастера са нумеричком тастатуром и 16 функцијских тастера |
| Процесор              |                                                                          |
| Фреквенција процесора | 6                                                                        |
| RAM                   | од 256 KB, до 2 (4 x 256 + 1 MB)                                         |
| ROM                   | непознато                                                                |
| Текст                 | 80 знакова x 24 линије                                                   |
| Графика               | опциона графичка картица                                                 |
| Боја                  | једна боја                                                               |
| Звук                  | мали звучник                                                             |
| Димензије             | укупна тежина: 24 Kg                                                     |
| Портови               |                                                                          |
| Оперативни систем     |                                                                          |